# Drymusa capensis
Drymusa capensis är en spindelart som beskrevs av Simon 1893. Drymusa capensis ingår i släktet Drymusa och familjen Drymusidae. Inga underarter finns listade i Catalogue of Life.